# BPI Awards 1977
Die BPI Awards 1977 wurden am 18. Oktober 1977 im Wembley Conference Centre verliehen. Moderator war Michael Aspel. Die erste Verleihung des BRIT Awards von der British Phonographic Industry wurde anlässlich des Silbernen Thronjubiläums von Elisabeth II. verliehen. Die nächste Ausgabe der später jährlichen Veranstaltung sollte erst fünf Jahre später stattfinden.
Die meisten Nominierungen und Auszeichnungen erhielten The Beatles mit je drei.

## Gewinner und Nominierte
| British Album of the Year | British Producer of the Year |
| --- | --- |
| - The Beatles – Sgt. Pepper’s Lonely Hearts Club Band - Elton John – Goodbye Yellow Brick Road - Pink Floyd – The Dark Side of the Moon - Mike Oldfield – Tubular Bells      | - George Martin - Glyn Johns - Gus Dudgeon - Mickie Most                                                                              |
| British Single of the Year | Outstanding Contribution to Music |
| - Procol Harum – A Whiter Shade of Pale and Queen – Bohemian Rhapsody - 10cc – I'm Not in Love - The Beatles – She Loves You                                                 | - The Beatles and L. G. Wood |
| British Male Solo Artist | British Female Solo Artist |
| - Cliff Richard - Elton John - Rod Stewart - Tom Jones | - Shirley Bassey - Cleo Laine - Dusty Springfield - Petula Clark                                                                      |
| British Group | British Breakthrough Act |
| - The Beatles - Pink Floyd - The Rolling Stones - The Who | - Graham Parker and Julie Covington - Bonnie Tyler - Heatwave                                                                         |
| Orchestral Album | International Album |
| - Benjamin Britten – War Requiem - Adrian Boult – The Planets - Georg Solti – Der Ring des Nibelungen - Oliver Knussen – War Requiem - Otto Klemperer – Beethoven Symphonies | - Simon & Garfunkel – Bridge over Troubled Water - ABBA – Arrival - Carole King – Tapestry - Stevie Wonder – Songs in the Key of Life |
| Classical Soloist Album | Non-Musical Recording |
| - Jacqueline du Pré – Cello Concerto | - Richard Burton – Under Milk Wood |